# Bauwaki jezik
Bauwaki jezik (ISO 639-3: bwk; bawaki),  transnovogvinejski jezik iz provincije Central u Papui Novoj Gvineji, kojim govori oko 520 ljudi (2000 popis) iz plemena Bauwaki, poglavito u selu Amau na rijeci Mori.
Najsrodniji mu je leksički aneme wake [aby] 66% (podskupina yareba), pa domu [dof] 39%, s kojim pripada podskupini mailu. Dutton (1971) kaže da čini most između yarebanskih i mailujskih jezika.

## Vanjske poveznice
- Ethnologue (14th)
- Ethnologue (15th)